# Пастернак Євген Борисович
Євген Борисович Пастернак (23 вересня 1923 — 31 липня 2012) — радянський і російський літературознавець, історик літератури, текстолог, військовий інженер, біограф і педагог. Старший син письменника Бориса Пастернака від першого шлюбу з художницею Євгенією Володимирівною Лурьє (1898—1965).

## Біографія
«Когда в 1931 родители расстались, для меня это было самым большим горем в жизни».
Після закінчення школи у 1941 році разом з матір'ю в евакуації в Ташкенті, вступив до Середньоазіатського державного університету на фізико-математичний факультет, де провчився один курс. З 1942 по 1954 служив у Збройних Силах. Учасник Німецько-радянської війни. У 1946 закінчив Академію бронетанкових і механізованих військ за спеціальністю інженер-механік з електрообладнання та систем автоматичного керування. У 1969 році захистив дисертацію, кандидат технічних наук. З 1954 по 1975 старший викладач факультету автоматики і телемеханіки Московського енергетичного інституту. З Інституту Євгена Пастернака, як він сам згадував, фактично вигнали за те, що він проводжав до аеропорту Шереметьєво сім'ю Олександра Солженіцина для возз'єднання родини.
З 1960 — історик літератури, текстолог, фахівець зі творчості Бориса Пастернака. З 1976 — науковий співробітник Інституту світової літератури АН СРСР (РАН). Автор першої радянської біографії Бориса Пастернака, створеної на основі багатющого і ексклюзивного архівного матеріалу, насамперед — з сімейного архіву. Упорядник і коментатор першого повного 11-томного зібрання творів Пастернака, який вийшов 5-тисячним тиражем у російському видавництві «Слово» (жовтень 2005). Постійний учасник і доповідач наукових конференцій, присвячених творчій спадщині Пастернака. Неодноразово виступав з лекціями в провідних європейських університетах та університетах США. Автор близько 200 друкованих творів, присвячених життю і творчості Пастернака, його відносин зі знаменитими сучасниками. Під його редакцією вийшло ще кілька видань зібрань творів поета, а також листування, збірники, спогади і матеріали до біографії Бориса Пастернака.
9 грудня 1989 в Стокгольмі Євгену Пастернаку були вручені диплом і медаль Нобелівського лауреата — його батька.
Нагороджений медалями «За Перемогу над Німеччиною», «За бойові заслуги» та іншими державними нагородами.
Помер 31 липня 2012 року в Москві. Похований на кладовищі в Передєлкіно поруч з батьком і братом Леонідом.

## Найбільш відомі книги
- Борис Пастернак. Материалы для биографии. М., «Советский писатель», 1989.
- Борис Пастернак. Биография. М., «Цитадель», 1997.
- «Существованья ткань сквозная…» Книга воспоминаний.
- У співавторстві з Оленою Пастернак. «Жизнь Бориса Пастернака: Документальное повествование». СПб: изд-во журнала «Звезда», 2004.

## Родина
Дружина — Олена Володимирівна Вальтер (р.1936) — внучка філософа Г. Г. Шпета, філолог, співавтор і співробітник Євгена Пастернака в його науковій та видавничій діяльності. У 2009 році подружжя сприяли випуску мемуарів сестри Бориса Пастернака Жозефіни, які вперше були надруковані російською мовою.
Діти — Петро (нар. 1957), театральний художник, дизайнер; Борис (нар. 1961), архітектор; Єлизавета (нар. 1967), філолог.